# Gladiales
Gladiales, red alga kremenjašica iz podrazreda Archaegladiopsophycidae, dio razreda Coscinodiscophyceae. Sastoji se od dvije porodice s ukupno 9 vrsta, sve su fosilne

## Porodice
1. Gladiaceae Nikolaev & Harwood
2. Kerkiaceae Nikolaev & Harwood

## Drugi projekti
|  | Zajednički poslužitelj ima još gradiva o temi Gladiales |
|  | Wikivrste imaju podatke o taksonu Gladiales             |